# Ireneu Referendari
Ireneu Referendari, en llatí Irenaeus Referendarius, en grec antic Έιρηναίος, fou un poeta grec autor de tres epigrames d'amor inclosos a l'Antologia grega. Jacobs fixa la seva data al segle vi per comparació de l'estil amb els epigrames d'Agàties i Pau el Silenciari.